# Niepodległość i Demokracja
Niepodległość i Demokracja (IND/DEM, ang. Independence and Democracy) to grupa eurosceptycznych partii w Parlamencie Europejskim, funkcjonująca w latach 2004–2009.
W skład grupy wchodziło pod koniec kadencji 22 posłów (na początku kadencji było ich 37) z dziewięciu państw (Czechy, Dania, Francja, Grecja, Holandia, Irlandia, Polska, Szwecja, Wielka Brytania), w tym 3 Polaków. Liczba członków grupy zmniejszyła się m.in. wskutek odejścia 7 z 10 posłów wybranych z listy Ligi Polskich Rodzin. 
Współprzewodniczącymi Grupy IND/DEM byli: Brytyjczyk Nigel Farage i Duńczyk Jens-Peter Bonde, którego pod koniec kadencji zastępowały dwie kobiety (najpierw w 2008 Irlandka Kathy Sinnott, następnie od 2008 Dunka Hanne Dahl). 

## Założyciele grupy
Po wyborach do Parlamentu Europejskiego w 2004 nowi deputowani z: 
- szwedzkiej Junilistan,
- katolicko-narodowo-konserwatywnej Ligi Polskich Rodzin,
- francuskiej Combats Souverainistes;

połączyli się z członkami rozpadającej się europarlamentarnej grupy Europe of Democracies and Diversities (Europa Demokracji i Różnorodności) i 20 lipca 2004 założyli nową grupę o nazwie Niepodległość i Demokracja.

## Członkowie
- Czechy – Vladimír Železný (niezależny) (1)
- Dania – Ruch Czerwcowy (1)
- Francja – Ruch dla Francji (3)
- Grecja – Ludowe Zgromadzenie Prawosławne (1)
- Holandia – ChristenUnie (Unia Chrześcijańska) (1)
- Holandia – Staatskundig Gereformeerde Partij (Kalwińska Partia Polityczna) (1)
- Polska – Urszula Krupa, Witold Tomczak, Bernard Wojciechowski (niezależni, w momencie wyboru należeli do LPR) (3)
- Irlandia – Kathy Sinnott (niezależna) (1)
- Szwecja – Junilistan (Lista Czerwcowa) (2)
- Wielka Brytania – United Kingdom Independence Party (Partia Niepodległości Zjednoczonego Królestwa) (8)